# Лонгв'ю – Монт-Бельв'ю (етиленопровід)
Лонгв’ю – Монт-Бельв’ю (етиленопровід) – трубопровід між двома центрами нафтохімічної промисловості Техасу.
Майже вся потужна нафтохімічна промисловість регіону Мексиканської затоки зосереджена уздовж узбережжя останньої, з особливо великою концентрацією виробництв в районі Х’юстону та розташованого далі на схід на кордоні з Луїзіаною «золотого трикутнику» Порт-Артур – Бомонт – Орандж. Між ними, у Монт-Бельв’ю, знаходиться головний логістичний вузол системи, де сходяться (та звідки починаються) численні трубопроводи для транспортування сировини та напівфабрикатів. Одним з них є споруджений компанією Eastman продуктопровід Лонгв’ю – Монт-Бельв’ю, що прямує до узбережжя з північного сходу Техасу та має довжину 195 миль. При цьому Eastman володіє розташованими в Лонгв’ю установками парового крекінгу, основною продукцією яких є етилен. Останній міг використовуватись на наявному в самому Лонгв’ю виробництві поліетилену або прокачуватись за допомогою компресорів в Маунт-Бельв’ю.
У 2006 році Eastman продала як свої потужності з полімеризації, так і етиленопровід компанії Westlake. Остання, зокрема, володіє власною установкою піролізу в Сульфурі (штат Луїзіана, за півтори сотні кілометрів на схід від Монт-Бельв’ю) та використовує трубопровід для постачання нового активу шляхом прокачування етилену в північному напрямку від Монт-Бельв’ю до Лонгв’ю.
При цьому Westlake взяла на себе певні зобов’язання сприяти реалізації продукції піролізних установок, що залишились власністю Eastman, зокрема, шляхом забезпечення доступу до ринків поза межами Лонгв’ю. В 2013-му через суперечку відносно тарифів Westlake припинила прокачування етилену у південному напрямку. За кілька років по тому вартість прокачування визначив регулюючий орган.